# Is Everybody Happy
Is Everybody Happy es una canción del actor y cantante estadounidense David Hasselhoff. Producida por Jack White y escrita por él y Charles Blackwell, la canción fue lanzada en junio de 1989 como el segundo sencillo del tercer álbum de estudio de Hasselhoff Looking for Freedom (1989). También sirvió como el sencillo de seguimiento de la canción principal del álbum, que fue un éxito número uno en Alemania durante ocho semanas. A la canción le fue bien comercialmente, llegando a la lista de las diez primeras en Alemania y Suiza, en el video se puede observar al guitarrista Mark St. John interpretando en la guitarra y apoyo en el álbum como guitarra.  

## Actuaciones en vivo
Hasselhoff interpretó por primera vez la canción en vivo en 1989 en los programas de televisión alemanes Peters Popshow y Na Siehste.. La canción pasó a formar parte de la lista de canciones de las giras de conciertos de Hasselhoff, comenzando con Freedom Tour en 1990.

## Rendimiento de estadística
"Is Everybody Happy" se convirtió en la segunda canción más exitosa de Looking for Freedom . Se convirtió en el segundo éxito entre los diez primeros de Hasselhoff en Alemania y Suiza, alcanzando el número ocho en ambos países. También alcanzó el puesto 42 en Bélgica y el 35 en el European Hot 100 Singles.

## Versiones disponibles

### 7" single[1]
1. "Is Everybody Happy" (Euro Mix) — 3:57
2. "Is Everybody Happy" (US-Mix) — 3:43

### CD and 12" single[2]
1. "Is Everybody Happy" (Euro-Mix Extended Version) — 5:31
2. "Is Everybody Happy" (Euro-Mix Radio Version)	— 3:57
3. "Is Everybody Happy" (US-Mix Extended Version) — 5:53
4. "Is Everybody Happy" (US-Mix Radio Version) — 3:43
5. "Is Everybody Happy" (Instrumental) — 3:44

## Posiciones

### En el álbum
| Chart (1989)                          | Peak position |
| ------------------------------------- | ------------- |
| Bélgica (Flandes) (Ultratop 50)       | 42            |
| Europe (European Hot 100 Singles)     | 35            |
| Alemania (Offizielle Deutsche Charts) | 8             |
| Suiza (Schweizer Hitparade)           | 8             |

## Formación
- David Hasselhoff - voz
- Mark St. John - guitarra
- Jhon Percucio - teclado
- Michael Sertello - batería
- James Santo - bajo